# Dennstaedtia pilosella
Dennstaedtia pilosella là một loài thực vật có mạch trong họ Dennstaedtiaceae. Loài này được (Hook.) Ching miêu tả khoa học đầu tiên năm 1959.